# Lathyrus tracyi
Lathyrus tracyi là một loài thực vật có hoa trong họ Đậu. Loài này được Bradshaw miêu tả khoa học đầu tiên.